# Riccardo Manzi

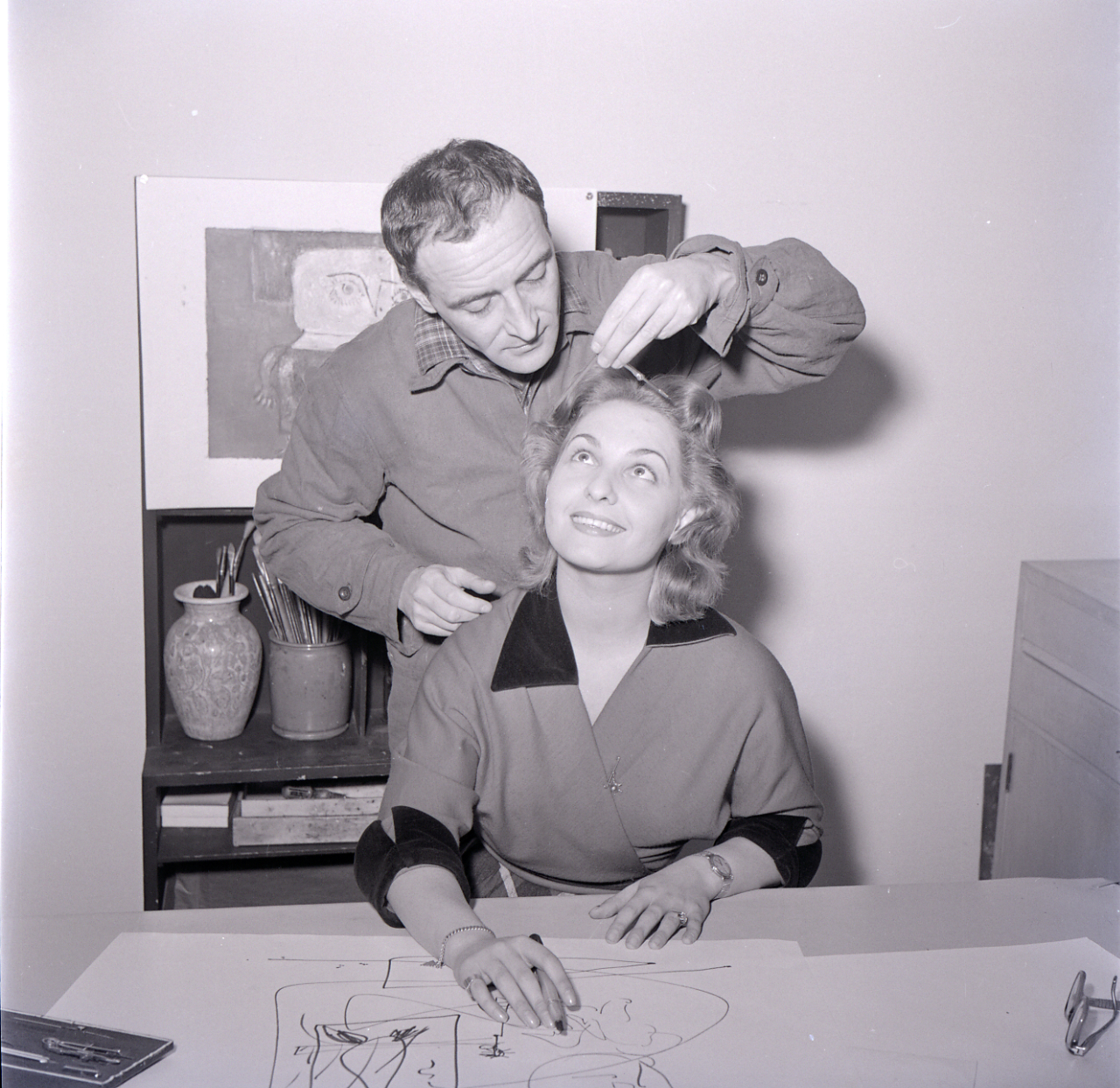
Riccardo Manzi con la moglie Edda in una foto di Paolo Monti

Riccardo Manzi (Fondi, 1º maggio 1913 – Milano, 16 aprile 1991) è stato un vignettista e pittore italiano.

## Biografia
Dopo aver compiuto gli studi a Napoli, dalla fine degli anni 1930 collaborò, come vignettista, con giornali di Roma e Milano, città nella quale si trasferì. Verso la fine degli anni 1940 venne chiamato alla Pirelli, dal poeta Leonardo Sinisgalli, allora responsabile della rivista aziendale Pirelli, alla quale collaborò con Bob Noorda e Bruno Munari, dando vita a un ciclo, oggi parte della storia della pubblicità, esposto nel museo dell'azienda.
Come pittore ha esposto dal 1953 (alla Biennale di Venezia del 1966 gli fu assegnata una intera sala).
Realizzò numerose copertine per l'editore Bompiani, ma anche scenografie e libri di satira.

## Umorismo e Satira
Collaboratore della rivista Settebello, palestra per «tutti, o quasi, i caricaturisti italiani». Settebello, definito «un giornale vivace che ebbe complesse vicende», diretto dal 1939 da Cesare Zavattini, si avvaleva di disegnatori quali Saul Steinberg, Giaci Mondaini, Walter Molino e, come è stato apostrofato dallo stesso Gec, «Manzi il folle».
Negli anni Settanta del Novecento ha disegnato per Il Giornale di Indro Montanelli.

## Opere
- Vita da macchine, Milano, Feltrinelli, 1958, impaginazione di Albe Steiner. Prefazione di Marcello Venturi.
- Vivere in due, Milano, Feltrinelli UE/364, 1961.
- Il silenzio è duro, Milano,  Rank Xerox S.p.A, 1965. Prefazione di Diego Valeri.
- Il gazzettino, Milano,  Martello, 1967.